# Chris Pine
Christopher Whitelaw Pine, (Los Angeles, Califòrnia 26 d'agost de 1980), és un actor estatunidenc. Va debutar al cinema fent de Nicholas Deveraux a The Princess Diaries 2: Royal Engagement i és conegut per interpretar James T. Kirk a Star Trek (2009), Star Trek Into Darkness (2013) i Star Trek Beyond (2016), Will Colson a Unstoppable (2010), el príncep encantador a Into the Woods (2014), Jack Ryan a Jack Ryan: Shadow Recruit (2014), Toby Howard a Comancheria (2016), Bernie Webber a The Finest Hours (2016), Steve Trevor a Wonder Woman (2017) i Wonder Woman 1984 (2020), el Dr. Alexander Murry a A Wrinkle in Time (2018) i Robert I d'Escòcia a Outlaw King (2018).

## Infantesa i formació
Pine va néixer a Los Angeles (Califòrnia). Tant el seu pare, Robert Pine, com la seva mare, Gwynne Gilford, eren actors. Té una germana gran, Katie. La seva àvia materna, Anne Gwynne, era actiu de Hollywood i el seu avi patern, Max M. Gilford, de família russa jueva, era un advocat que va ser escollit president del col·legi d'advocats de Hollywood.
Pine es va graduar en anglès a la Universitat de Califòrnia a Berkeley el 2020. Pine va tenir por de trobar un lloc on encaixar i va ser-li difícil fer amics. Com que no estava interessat a unir-se a una fraternitat, es va apuntar a teatre i va participar en diverses representacions teatrals. Va ser estudiant d'intercanvi a la Universitat de Leeds, a Anglaterra, durant un any. Després de graduar-se de Berkeley, va assistir al Festival de Teatre de Williamstown i va estudiar a l'American Conservatory Theatre a San Francisco.

## Carrera

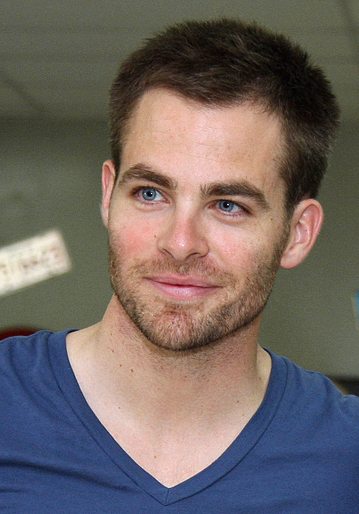
Pine a Camp Arifjan, Kuwait, després d'una projecció de Star Trek, 11 d'abril de 2009

### 2003–2008: Inicis
El seu primer paper interpretatiu va ser en un episodi d'ER el 2003, aquell mateix any també va aparèixer en episodis de The Guardian i CSI: Miami.
El 2004 va aparèixer a Why Germany?, un curtmetratge, i a The Princess Diaries 2: Royal Engagement. Pine va fer de Nicholas Devereaux, l'interès amorós de la protagonista interpretada per Anne Hathaway. L'any següent va aparèixer a un episodi de la sèrie Six Feet Under, així com a Confession, una pel·lícula independent estrenada a la carta, i a The Bulls, un altre curtmetratge.
Pine va aparèixer al telefilm Surrender, Dorothy estrenat a principis de 2006. Va interpretar Jake Hardin a Just My Luck, una comèdia romàntica amb Lindsay Lohan que es va estrenar el maig de 2006. Aquell any també va actuar a la comèdia Blind Dating i a la pel·lícula d'acció Smokin' Aces. Va actuar en obres de teatre: The Atheist, on hi actuava sol, a finals de 2006 i l'any següent a Fat Pig, produïda per Neil LaBute i on compartia escenari amb Scott Wolf.
El 2008 va interpretar el productor de vins Bo Barrett a la pel·lícula Bottle Shock.

### 2009–2016:Star Treki reconeixement mundial
El 2007 va rebutjar un paper a White Jazz per tal d'acceptar el paper de James T. Kirk a la pel·lícula Star Trek (2009), que es va estrenar el maig d'aquell any amb lloances de la crítica i el públic. Els estius de 2009 i 2010 va participar en obres teatrals a Los Angeles.
La tardor de 2009, va començar el rodatge de la pel·lícula d'acció Unstoppable, dirigida per Tony Scott i escrita per Mark Bomback, que es va estrenar el novembre de 2010. Hi interpreta un maquinista jove que ajuda un enginyer veterà (Denzel Washington) a aturar un tren de mercaderies sense conductor de mitja milla carregat de líquid tòxics i gasos verinosos dirigit cap una ciutat propera.

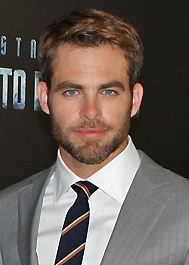
Pine a l'estrena de Star Trek Into Darkness, a Sydney l'abril de 2013

El 2011 William Shatner, l'actor que va fer el paper original del capità Kirk, el va entrevistar per un documental, on li fa preguntes sobre la seva carrera i el paper de Kirk que va interpretar el 2009 i que inclou una escena en què els dos fan lluita lliure.
Va rodar la comèdia romàntica This Means War, amb Reese Witherspoon i Tom Hardy, durant la tardor de 2010 a Vancouver, que es va estrenar el febrer de 2012. Pine va fer el doblatge original del personatge Jack Frost a Rise of the Guardians. Pine va coprotagonitzar amb Elizabeth Banks, Olivia Wilde i Michelle Pfeiffer el drama People Like Us, que es va filmar a principis de 2011 i es va estrenar el juny de 2012. Va tornar a interpretar el capità Kirk a la seqüela Star Trek Into Darkness, que es va estrenar el maig de 2013 als Estats Units.
El 2009 es van iniciar negociacions perquè interpretés l'analista de la CIA Jack Ryan en una adaptació de les novel·les de Tom Clancy. Va protagonitzar Jack Ryan: Shadow Recruit (2014). Pine va ser el quart actor en interpretar-lo, després d'Alec Baldwin, Harrison Ford i Ben Affleck. El 2014 va iniciar converses per participar en un thriller sobre la Guàrdia Costanera dels Estats Units, The Finest Hours, estrenada el gener de 2016. Va fer d'estrella convidada a Wet Hot American Summer: First Day of Camp i va deixar la seva veu per SuperMansion el 2015.
El maig de 2015 es va confimar que interpretaria un dels germans Howard, amb Ben Foster, a Comancheria. El rodatge va començar-ne el maig de 2015 a Nou Mèxic (Estats Units) i es va estrenar al 69è Festival Internacional de Cinema de Cannes el maig de 2016 i als cinemes, l'agost de 2016. Va tornar a fer de capità Kirk a Star Trek Beyond, el rodatge de la qual va començar el juny de 2015 al Canadà i es va estrenar el juliol de 2016 als Estats Units.

### 2017–actualitat:Wonder Womani altres papers al cinema
El 2015 va fer de Steve Trevor a la pel·lícula de superherois Wonder Woman, estrenada el juny de 2017 amb Gal Gadot. Aquell mateix any va reprendre els seus papers a la segona temporada de SuperMansion i Wet Hot American Summer: Ten Years Later, va aparèixer com a convidat a la tercera temporada d'Angie Tribeca (incloent-hi un episodi on hi apareix el seu pare), i va narrar l'episodi final de la segona temporada de la sèrie de National Geographic Channel Breakthrough.

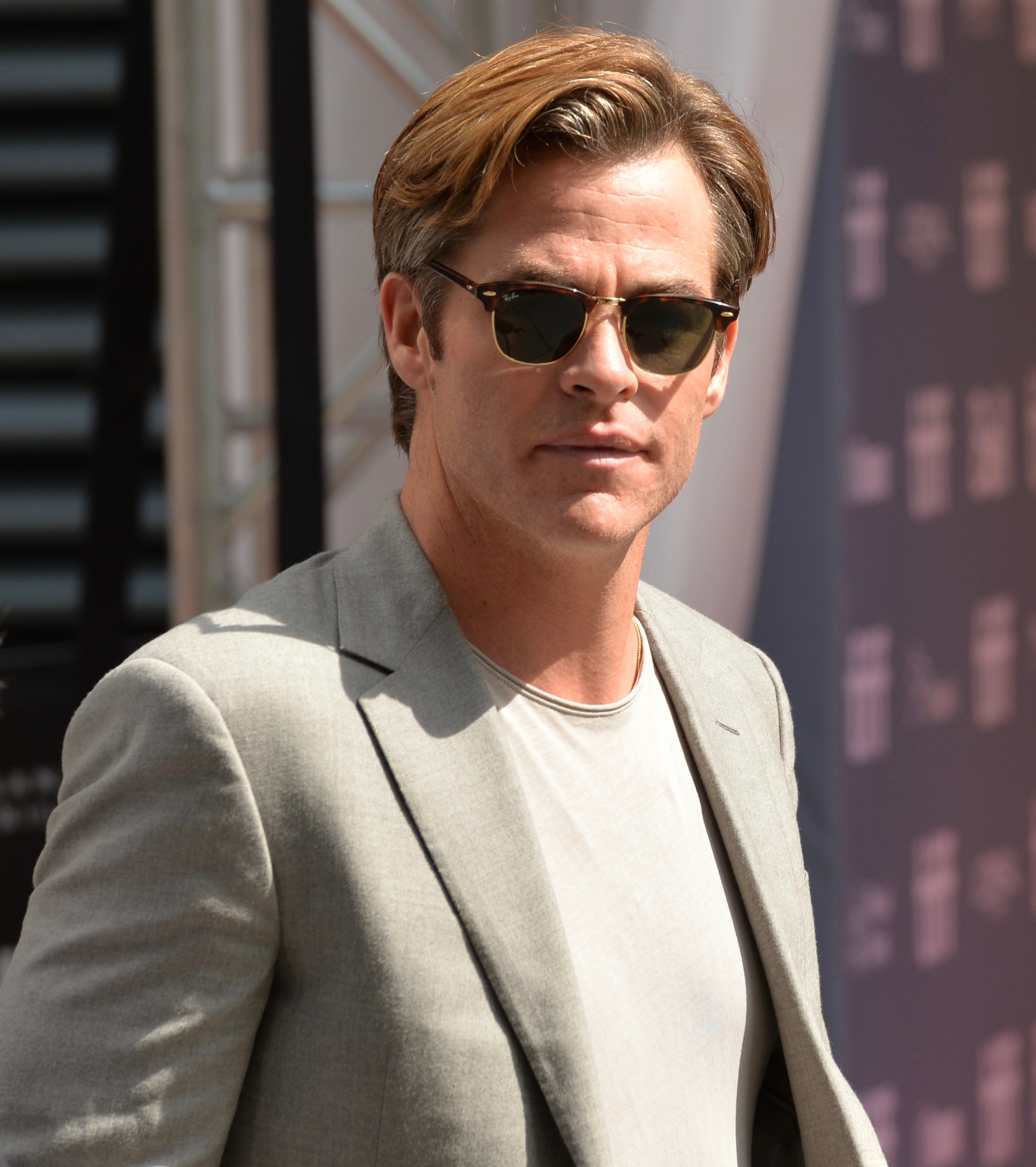
Pine a l'estrena d'Outlaw King al Festival Internacional de Cinema de Toronto, setembre de 2018

El 2018 va interpretar el Dr. Alexander Murry a la pel·lícula de fantasia A Wrinkle in Time, basada en la novel·la del mateix nom, i Robert I d'Escòcia a Outlaw King. Aquest últim projecte es va començar a gravar l'agost de 2017 a Escòcia i es va estrenar a Netflix el 9 de novembre de 2018. També aquell mateix any, va doblar Peter Parker / Spider-Man a la pel·lícula d'animació Spider-Man: Un nou univers. L'agost de 2018 es va comunicar que no tornaria a interpretar el capità Kirk a la quarta pel·lícula de la franquícia Star Trek després del fracàs de les negociacions contractuals. El novembre de 2019 es va confirmar que sí que tornaria a interpretar Kirk a la quarta pel·lícula de la sèrie.
El juliol de 2017, la cadena de televisió dels Estats Units TNT va anunciar que faria de Jay Singletary a la sèrie de televisió de sis episodis, One Day She'll Darken. També en va ser productor executiu amb la directora Patty Jenkins i l'escriptor Sam Sheridan. La sèrie, que es va titular I Am the Night, es va estrenar el gener de 2019.
El maig de 2017 estava negociant per actuar a la pel·lícula All the Old Knives, amb Michelle Williams. El 5 de setembre de 2017 es va fer públic que faria de Robert F. Kennedy en una sèrie limitada de Hulu produïda per Sony Pictures Television. També en serà productor executiu de la sèrie, basada en la biografia Bobby Kennedy: The Making Of A Liberal Icon.
El 2020, Pine va fer de Westley a Home Movie: The Princess Bride per Quibi per a recaptar fons per a World Central Kitchen.
El 13 de juny de 2018 la directora Patty Jenkins va anunciar a través de Twitter que faria de Steve Trevor a la seqüela de Wonder Woman, Wonder Woman 1984.

#### Futurs projectes
El maig de 2019 es va fer públic que actuaria al thriller d'acció Violence of Action, i que en seria també productor executiu. L'agost de 2019 es va anunciar que interpretaria Walter Cronkite a Newsflash, una pel·lícula dramàtica sobre com la premsa va informar de l'assassinat del president dels Estats Units John F. Kennedy. L'abril de 2020 es va saber que actuaria a Don't Worry, Darling, dirigida per Olivia Wilde.

## Vida personal
Ha declarat que té una faceta espiritual i que no sent religiós és probablement agnòstic.
Políticament, s'ha definit com a «liberal tirant cap a l'esquerra». Durant la campanya presidencial de 2016, juntament amb companys de Star Trek J.J. Abrams, John Cho, Simon Pegg, Zachary Quinto, Zoe Saldana, Karl Urban, George Takei, Justin Lin, Bryan Fuller i Adam Nimoy, va donar suport al moviment anomenat Trek Against Trump, que fa donar suport a Hillary Clinton.
Pine ha estat en una relació amb l'actiu britànica Annabelle Wallis de l'abril de 2018 ençà.

## Filmografia

### Pel·lícules
| Any            | Títol                                    | Paper                              | Director                                       | Notes                            |
| -------------- | ---------------------------------------- | ---------------------------------- | ---------------------------------------------- | -------------------------------- |
| 2004           | Why Germany?                             | Chris                              | Gabriel Peters-Lazaro                          | Curtmetratge                     |
| 2004           | The Princess Diaries 2: Royal Engagement | Nicholas Devereaux                 | Garry Marshall                                 |                                  |
| 2005           | Confession                               | Luther Scott                       | Jonathan Meyers                                | Títol alternatiu: Deadly Secrets |
| 2005           | The Bulls                                | Jason                              | Eric Stoltz                                    | Curtmetratge                     |
| 2006           | Just My Luck                             | Jake Hardin                        | Donald Petrie                                  |                                  |
| 2006           | Blind Dating                             | Danny Valdessecchi                 | James Keach                                    |                                  |
| 2006           | Smokin' Aces                             | Darwin Tremor                      | Joe Carnahan                                   |                                  |
| 2008           | Bottle Shock                             | Bo Barrett                         | Randall Miller                                 |                                  |
| 2009           | Star Trek                                | James T. Kirk                      | J. J. Abrams                                   |                                  |
| 2009           | Infectats                                | Brian Green                        | Àlex Pastor i David Pastor                     |                                  |
| 2009           | Beyond All Boundaries                    | Hanson Baldwin / Sergent Bill Reed | David Briggs                                   | Curtmetratge, doblatge           |
| 2010           | Small Town Saturday Night                | Rhett Ryan                         | Ryan Craig                                     |                                  |
| 2010           | Quantum Quest: A Cassini Space Odyssey   | Dave                               | Harry Kloor i Daniel St. Pierre                | Doblatge                         |
| 2010           | Unstoppable                              | Will Colson                        | Tony Scott                                     |                                  |
| 2012           | Celeste and Jesse Forever                | Rory Shenandoah                    | Lee Toland Krieger                             | Cameo; acreditat Kris Pino       |
| 2012           | This Means War                           | Franklin «FDR» Foster              | McG                                            |                                  |
| 2012           | People Like Us                           | Sam Harper                         | Alex Kurtzman                                  |                                  |
| 2012           | L'origen dels guardians                  | Jack Frost                         | Peter Ramsey                                   | Doblatge                         |
| 2013           | Star Trek Into Darkness                  | James T. Kirk                      | J. J. Abrams                                   |                                  |
| 2014           | Jack Ryan: Shadow Recruit                | Jack Ryan                          | Kenneth Branagh                                |                                  |
| 2014           | Stretch                                  | Roger Karos                        | Joe Carnahan                                   | Sense acreditar                  |
| 2014           | Com matar el teu cap 2                   | Rex Hanson                         | Sean Anders                                    |                                  |
| 2014           | Into the Woods                           | Príncep de la Ventafocs            | Rob Marshall                                   |                                  |
| 2015           | Z for Zachariah                          | Caleb                              | Craig Zobel                                    |                                  |
| 2015           | Figures of Speech                        | Ell mateix                         | Ari Levinson                                   | Documental (narrador)            |
| 2016           | The Finest Hours                         | Bernie Webber                      | Craig Gillespie                                |                                  |
| 2016           | Comancheria                              | Toby Howard                        | David Mackenzie                                |                                  |
| 2016           | Star Trek Beyond                         | James T. Kirk                      | Justin Lin                                     |                                  |
| 2016           | For the Love of Spock                    | Ell mateix                         | Adam Nimoy                                     | Documental                       |
| 2017           | Wonder Woman                             | Steve Trevor                       | Patty Jenkins                                  |                                  |
| 2018           | A Wrinkle in Time                        | Dr. Alexander Murry                | Ava DuVernay                                   |                                  |
| 2018           | Outlaw King                              | Robert I d'Escòcia                 | David Mackenzie                                |                                  |
| 2018           | Spider-Man: Un nou univers               | Peter Parker / Ultimate Spider-Man | Bob Persichetti, Peter Ramsey i Rodney Rothman | Doblatge                         |
| 2019           | Love, Antosha                            | Ell mateix                         | Garret Price                                   | Documental                       |
| 2020           | Wonder Woman 1984                        | Steve Trevor                       | Patty Jenkins                                  |                                  |
| 2022           | El contractista                          | James Harper                       | Tarik Saleh                                    |                                  |
| Per a anunciar | Newsflash                                | Walter Cronkite                    | David Gordon Green                             | Preproducció                     |
| Per a anunciar | Don't Worry, Darling                     |                                    | Olivia Wilde                                   | Preproducció                     |
| Per a anunciar | Seqüela de Star Trek                     | James T. Kirk                      | Noah Hawley                                    | Anunciada                        |
| Per a anunciar | All the Old Knives                       | Henry Pelham                       | Janus Metz                                     | Anunciada                        |

### Televisió
| Any              | Títol                                      | Paper                                           | Notes                                                              |
| ---------------- | ------------------------------------------ | ----------------------------------------------- | ------------------------------------------------------------------ |
| 2003             | ER                                         | Levine                                          | 1 episodi («A Thousand Cranes»)                                    |
| 2003             | The Guardian                               | Lonnie Grandy                                   | 1 episodi («Hazel Park»)                                           |
| 2003             | CSI: Miami                                 | Tommy Chandler                                  | 1 episodi («Extreme»)                                              |
| 2004             | American Dreams                            | Joey Tremain                                    | 1 episodi («Tidings of Comfort and Joy»)                           |
| 2005             | Six Feet Under                             | Sam Hoviak (jove)                               | 1 episodi («Dancing for Me»)                                       |
| 2006             | Surrender, Dorothy                         | Shawn Best                                      | Telefilm                                                           |
| 2009, 2017       | Saturday Night Live                        | Ell mateix / Amfitrió                           | 2 episodis; amfitrió el 2017                                       |
| 2014             | Confessio                                  | Luther                                          | Telefilm                                                           |
| 2014, 2019, 2020 | Robot Chicken                              | Capità Jake / Norman Bates / capità Kirk (veus) | 3 episodis                                                         |
| 2015             | Wet Hot American Summer: First Day of Camp | Eric                                            | 5 episodis                                                         |
| 2015–actualitat  | SuperMansion                               | Dr. Devizo/Robo-Dino (veu)                      | 1a temporada: 3 episodis; 2a temporada–actualitat: paper important |
| 2017             | Angie Tribeca                              | Dr. Thomas Hornbein                             | 3 episodis                                                         |
| 2017             | Breakthrough                               | Narrador                                        | 1 episodi («Power to the People»)                                  |
| 2017             | Wet Hot American Summer: Ten Years Later   | Eric                                            | 4 episodis                                                         |
| 2019             | I Am the Night                             | Jay Singletary                                  | També productor executiu                                           |
| 2019             | American Dad!                              | Alistair Covax (veu)                            | 1 episodi («Rabbit Ears»)                                          |
| 2020             | Home Movie: The Princess Bride             | Westley                                         | Minisèrie                                                          |